# Grevea madagascariensis
Grevea madagascariensis ist eine Pflanzenart aus der Gattung Grevea. Die Art kommt auf Madagaskar vor.

## Beschreibung

### Vegetative Merkmale
Grevea madagascariensis sind ein meist 2 bis 3 m hohe Sträucher oder Bäume. Alte Stämme sind blass bräunlich oder gräulich weiß und mit feinen Längsrissen sowie dicht verteilten Korkporen versehen. An den unteren Knoten sind deutliche Blattnarben vorhanden. Die jüngeren Zweige sind grün und mit weißen Korkporen versehen. Junge Knospen sind mit undeutlich ausgeprägten kurzen bis zu deutlich sichtbaren wolligen Haaren besetzt.
Die Laubblätter stehen gegenständig. Ihre Blattspreite ist unbehaart, elliptisch bis eiförmig-elliptisch oder nahezu rund, 4 bis 19 cm (gelegentlich bis 25 cm) lang und 1,6 bis 8,5 (gelegentlich bis 20 cm) breit.  Nach vorn hin sind sie eng zugespitzt oder selten auch gerundet, die Basis ist keilförmig bis gerundet oder bei größeren Blättern selten auch deutlich herzförmig. Von der Hauptader gehen vier oder fünf Paar gebogene Seitennerven aus. Der Blattstiel ist 0,7 bis 4 cm lang.

### Blütenstände und Blüten

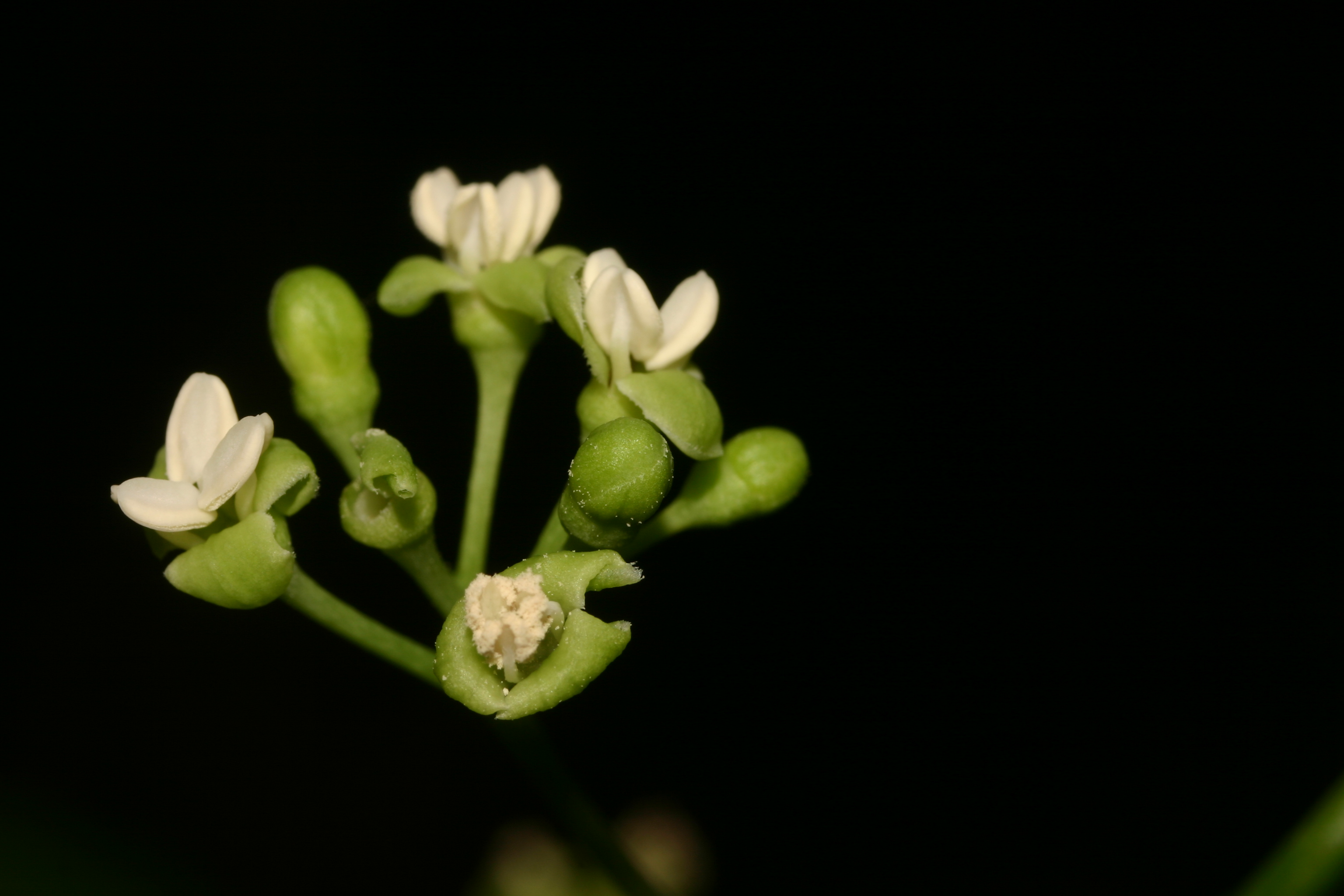
Männlicher Blütenstand

Die männlichen Blütenstände sind Zymen aus sechs bis zwölf Blüten, der Blütenstandsstiel ist 1,2 bis 3,8 cm lang, die Blütenstiele 3 bis 9 mm. Der Kelch der männlichen Blüten ist 1 bis 2 mm lang. Die Kronblätter sind länglich bis länglich-spatelförmig und 3 bis 4,2 mm lang und 2 bis 3 mm breit. Sie sind gerundet und an der Basis leicht eingeengt, oftmals sind sie leicht unregelmäßig gezackt. Die Staubblätter bestehen aus 1,2 bis 3 mm langen Staubfäden und 2 bis 2,2 mm langen Staubbeuteln. Der Fruchtknoten fehlt ganz oder ist nur rudimentär mit einer Länge von 0,5 mm ausgeprägt.
Die weiblichen Blüten besitzen einen Kelch mit einer 1,2 cm langen Kelchröhre, die an der Basis leicht erweitert, nach oben hin zylindrisch ist. Sie ist entweder glatt oder mit undeutlichen Knötchen, die in Längsstreifen angeordnet sind, besetzt. Der Blütenstiel ist 3 bis 7 mm (selten bis 9 mm) lang. Die Kelchlappen sind breit dreieckig und etwa 0,5 bis 1 mm lang. Die Kronblätter sind langgestreckt-spatelförmig und 4,8 mm lang und 2,2 mm breit und zurückgebogen, sowie leicht unregelmäßig gezackt. Die Spitze ist abgerundet, die Basis leicht verengt.  Die zu Staminodien zurückgebildeten Staubblätter bestehen aus 2 mm langen Staubfäden und 1,2 mm langen, dreieckigen Staubbeuteln. Der Griffel ist 4 bis 5 mm lang, die Narben sind 1,5 bis 1,8 mm lang.

### Früchte und Samen
Die Früchte sind flaschenförmig, 3,2 bis 4 cm lang und 1 bis 1,2 cm breit. Sie sind entweder bräunlich, undeutlich gerippt und schwach netzartig, oder sie sind gräulich mit deutlich knotigen Rippen. An der Spitze befindet sich der beständige Griffel. Die meist 4 bis 16 (selten bis 18 oder nach anderen Quellen bis 24) Samen sind rötlich braun, elliptisch, nahezu kugelförmig, 5,5 mm lang und 4,5 mm dick und leicht eingedrückt. Die Oberfläche ist fein netzartig. 

## Systematik und Vorkommen
Die Art kommt auf Madagaskar vor. Innerhalb der Art werden zwei Unterarten unterschieden:
- Grevea madagascariensis ssp. madagascariensis mit glatteren Früchten
- Grevea madagascariensis ssp. leandrii Bosser mit Früchten mit deutlicher ausgeprägten Ruppen.

Eine fälschlicherweise als Unterart keniensis beschriebene Variante aus Kenia wird heute als Varietät der Art Grevea eggelingii geführt.